# Мостовете на Медисън
„Мостовете на Медисън“ (на английски: The Bridges of Madison County) е американска романтична драма от 1995 година, адаптиран от едноименния роман на Робърт Джеймс Уолър. Главните роли се изпълняват от Мерил Стрийп и Клинт Истууд, който също е продуцент и режисьор на филма. Сценарият е адаптиран от Ричард Лаграванезе. Катлийн Кенеди е копродуцент на филма. Разпространява се от Уорнър Брос

## Актьорски състав
| Роля              | Изпълнител        |
| ----------------- | ----------------- |
| Робърт Кинкейд    | Клинт Истууд      |
| Франческа Джонсън | Мерил Стрийп      |
| Каролин Джонсън   | Ани Корли         |
| Младата Каролин   | Сара Катрин Шмидт |
| Майкъл Джонсън    | Виктор Слезак     |
| Младият Майкъл    | Кристофър Крун    |
| Ричард Джонсън    | Джим Хейни        |
| Бети              | Филис Лайънс      |
| Мадж              | Дебра Монк        |
| Адвокат Питърсън  | Ричард Ладж       |
| Луси Редфийлд     | Мишел Бенес       |

## В България
В България филмът е пуснат по кината през 1995 г. от „Александра Филмс“, а по-късно през 1996 г. е издаден и на видеокасета.
На 4 март 2000 г. е излъчен за първи път по Канал 1 в рубриката „Кинопарад“ в събота от 20:30 ч. На 15 декември 2002 г. се излъчва отново по същата телевизия. Последното му повторение е на 11 април 2004 г. в неделя от 23:30 ч. в рубриката „Неделна киновечер“.
През 2011 г. до 2015 г. се излъчва по каналите на „Би Ти Ви Медия Груп“.

### Дублажи
| Обработка          | Продуцентско направление „КИНО“ |
| ------------------ | ------------------------------- |
| Озвучаващи артисти | Стефани Рачева                  |

| Преводач            | Петя Игнатова                                                                |
| Редактор            | Веселина Пършорова                                                           |
| Тонрежисьор         | Трендафилка Немска                                                           |
| Режисьор на дублажа | Димитър Караджов                                                             |
| Озвучаващи артисти  | Петя Абаджиева Мариана Лечева Владимир Пенев Христо Чешмеджиев Мариус Донкин |

| Озвучаващи артисти | Петя Силянова Стефан Димитриев |